# Торано-Нуово
Торано-Нуово (італ. Torano Nuovo) — муніципалітет в Італії, у регіоні Абруццо,  провінція Терамо.
Торано-Нуово розташоване на відстані близько 150 км на північний схід від Рима, 60 км на північний схід від Л'Аквіли, 18 км на північ від Терамо.
Населення — 1620 осіб (2014).
Щорічний фестиваль відбувається 24 листопада. Покровитель — San Flaviano, Patriarca di Costantinopoli e Martire.

## Демографія
Населення за роками:

Станом на 1 січня 2023 року в муніципалітеті офіційно проживало 78 іноземців з 14 країн, серед них 31 громадянин країн Євросоюзу та 3 громадяни України.

## Сусідні муніципалітети
- Анкарано
- Контрогуерра
- Нерето
- Сант'Еджидіо-алла-Вібрата
- Сант'Омеро